# Rocamirall
La Rocamirall és una serra situada al municipis de Canet d'Adri a la comarca del Gironès i el de Porqueres a la comarca del Pla de l'Estany, amb una elevació màxima de 595 metres.